# Дугласова ялиця (заказник)
Ду́гласова яли́ця — лісовий заказник місцевого значення в Україні. Об'єкт природно-заповідного фонду Закарпатської області. 
Розташований у межах Ужгородського району Запарпатської області, на північ від села Тур'ї Ремети, в межах заповідного урочища «Розтоки». 
Площа 10 га. Статус надано згідно з рішенням облвиконкому від 25.07.1972 року № 243 («Дугласова смерека»), ріш. ОВК від 23.10.1984 року № 253. Перебуває у віданні ДП «Перечинське ЛГ» (Тур'я-Реметівське л-во, кв. 5, вид. 8, 13, 15). 
Статус надано з метою збереження насаджень Дугласової ялиці (псевдотсуга Мензіса). 

## Галерея

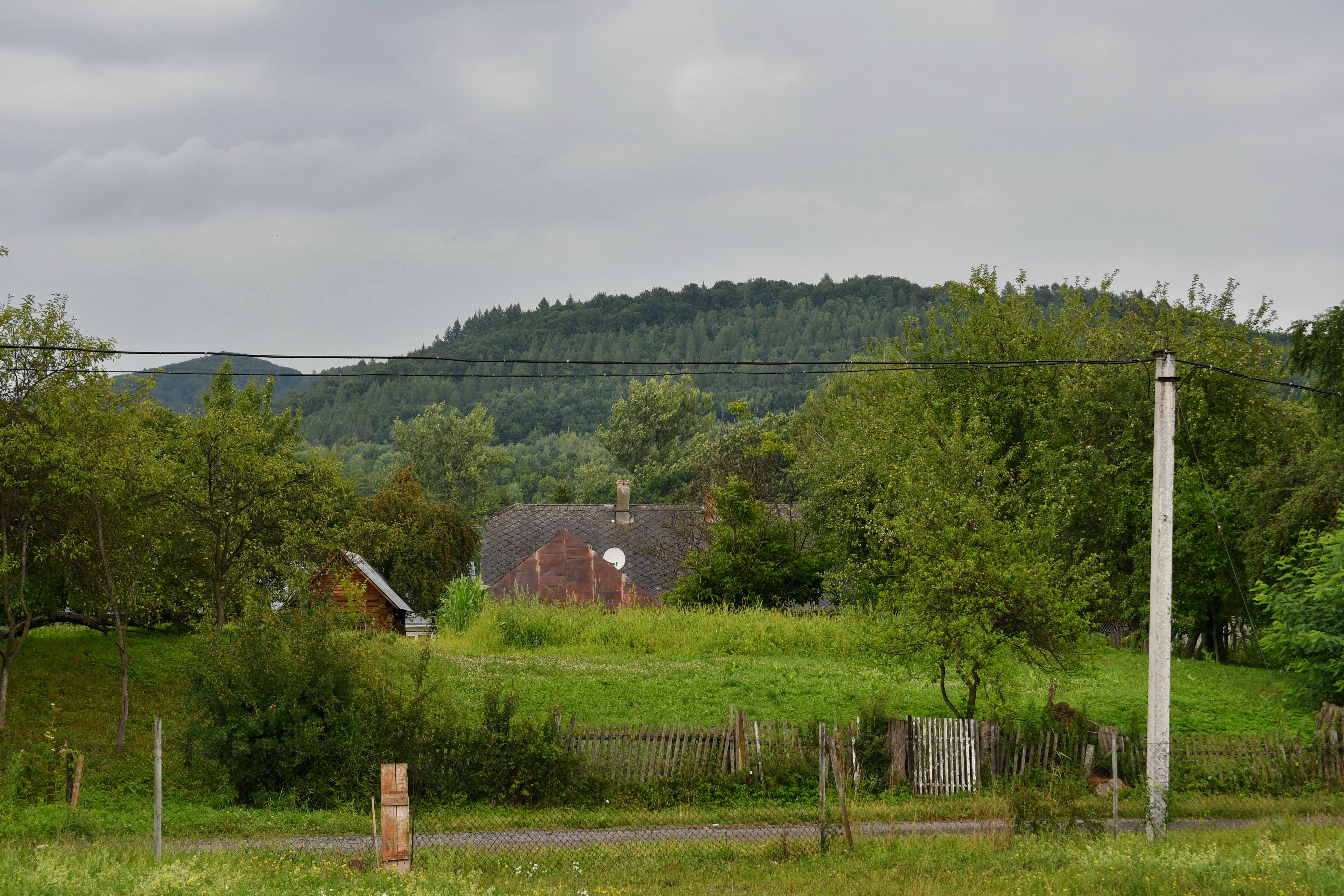
Вигляд із с. Тур'ї Ремети
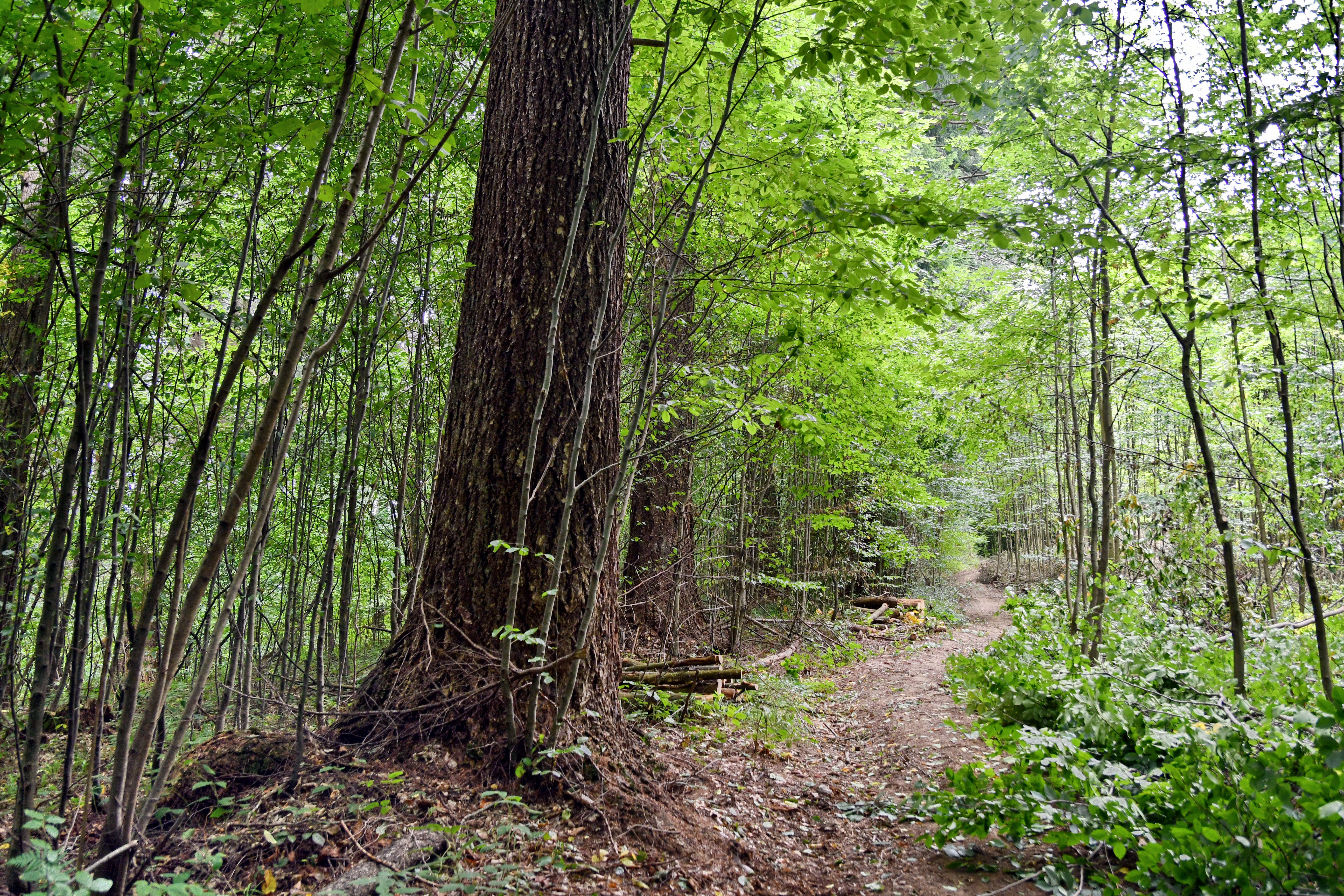
Загальний вигляд
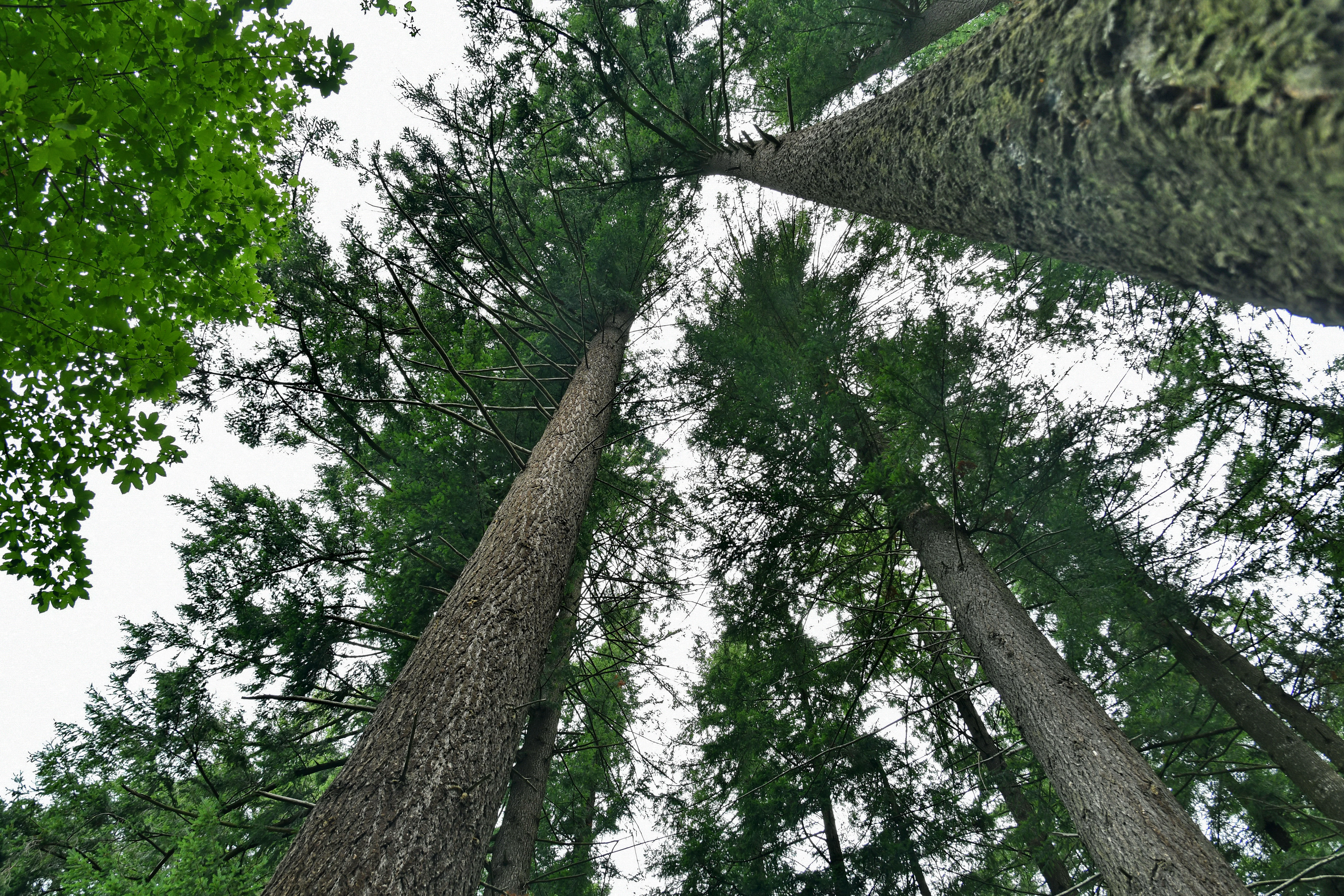
Погляд на верх дерев